# Obrovac
Obrovac (Italiaans: Obrovazzo of Obbrovazzo; Servisch: Обровац) is een stad in de Kroatische provincie Zadar, op de oevers van de Zrmanja. Obrovac telt 3387 inwoners.

## Geboren

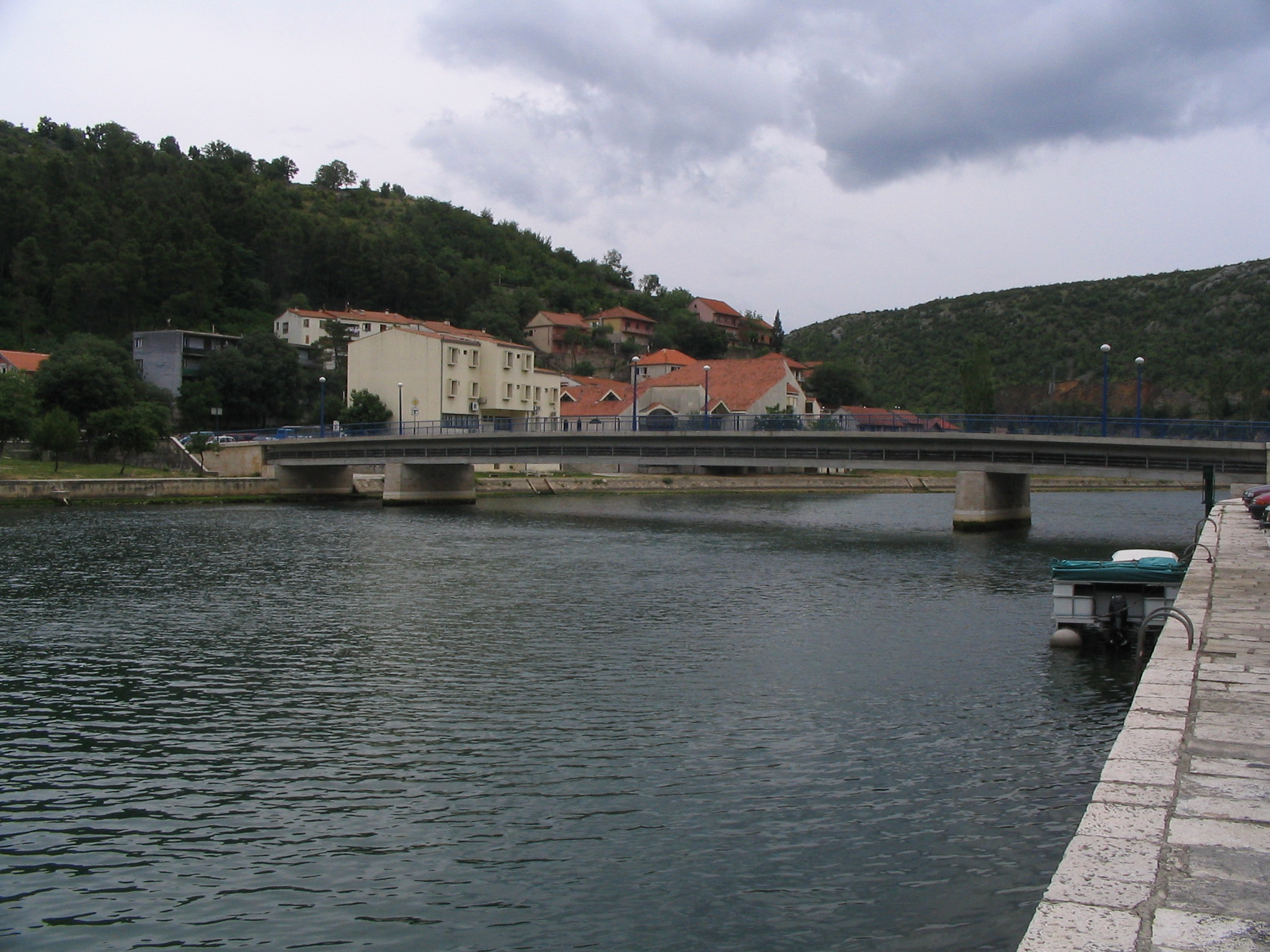
Obrovac

- Damir Desnica (1956), voetballer

Steden (gradovi): Zadar · Benkovac · Biograd na Moru · Nin · Obrovac · Pag

Gemeenten (općine): Bibinje · Galovac · Gračac · Jasenice · Kali · Kolan · Kukljica · Lišane Ostrovičke · Novigrad · Pakoštane · Pašman · Polača · Poličnik · Posedarje · Povljana · Preko · Privlaka · Ražanac · Sali · Stankovci · Starigrad · Sukošan · Sveti Filip i Jakov · Škabrnja · Tkon · Vir · Vrsi · Zemunik Donji